# زاه راهان كرانغار
زاه راهان كرانغار (بالإنجليزية: Zah Rahan Krangar)‏ (مواليد 7 مارس 1985 في مونروفيا) لاعب كرة قدم ليبيري دولي يجيد اللعب في خط الوسط . يلعب لصالح نادي سريويجايا الإندونيسي .

## روابط خارجية
- زاه راهان كرانغار على موقع الاتحاد الدولي (مؤرشف)  (الإنجليزية)
- زاه راهان كرانغار على موقع ناشيونال فوتبول تيمز (الإنجليزية)
- زاه راهان كرانغار على موقع Soccerway.com (الإنجليزية)
- زاه راهان كرانغار على موقع كووورة